# Universidad de La Habana
La Universidad de La Habana (UH) fue fundada el 5 de enero de 1728 por los frailes pertenecientes a la Orden de Predicadores. Es pública y es la institución educativa superior más antigua de Cuba.

## Historia

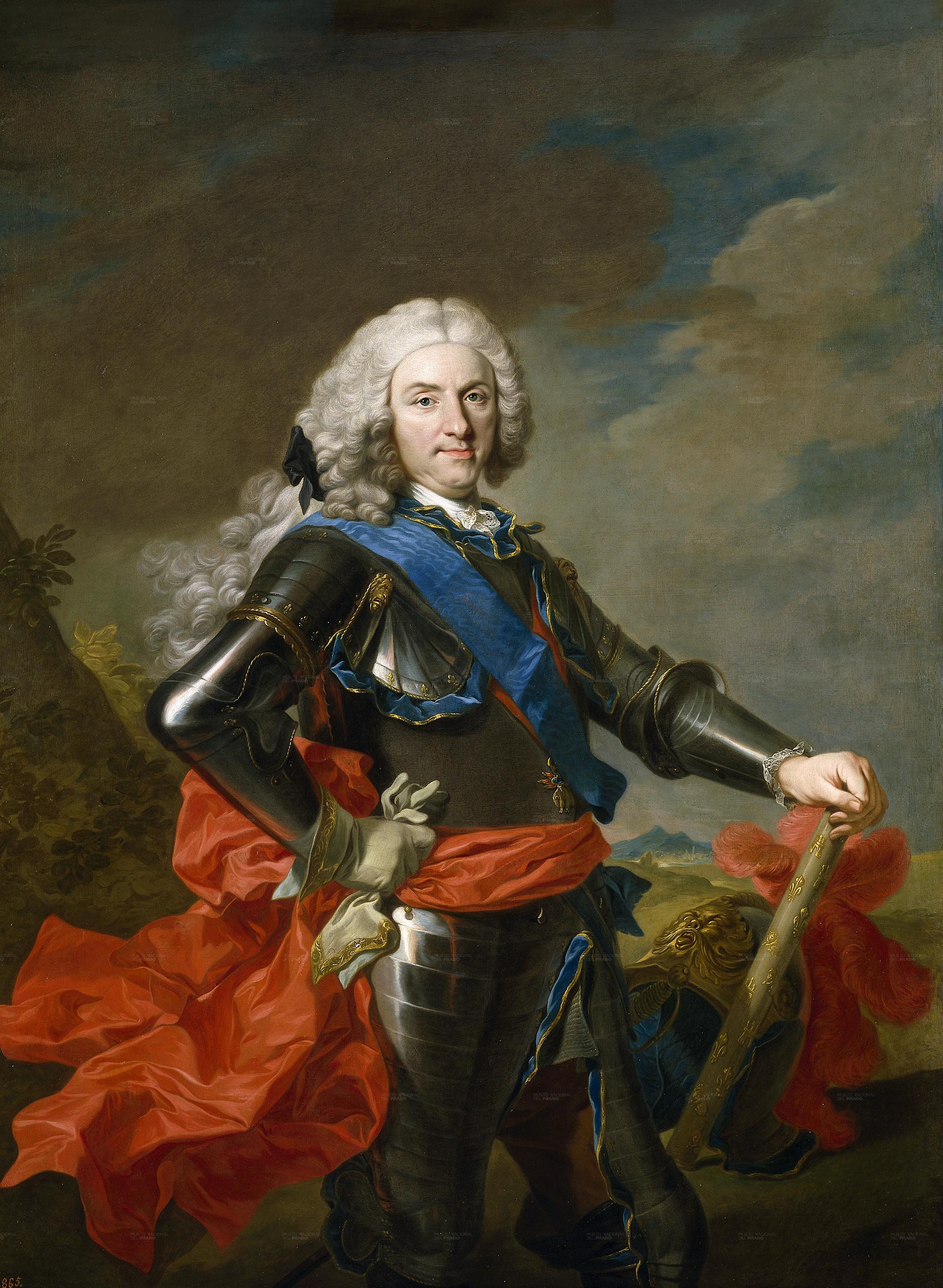
Retrato de Felipe V, por Louis-Michel van Loo (c. 1739). Óleo sobre lienzo, 154 x 113 cm, Museo del Prado (Madrid).

Su primer nombre fue Real y Pontificia Universidad de San Gerónimo de La Habana. En la época las universidades necesitaban autorización real o papal, lo que explica los nombres Real y Pontificia; Quienes autorizaron la fundación de la universidad fueron el papa Inocencio XIII y el rey Felipe V de España. Posteriormente fue fundada la Universidad de La Habana (UH) el 5 de enero de 1728 por los frailes dominicos del convento de San Juan de Letrán, siendo esta la primera universidad de Cuba. En el acto de inauguración se nombra a fray Tomás Linares del Castillo como su primer rector, quien a partir de ese momento regiría las primeras facultades: Artes y Filosofía, Teología, Cánones, Leyes y Medicina.
El 2 de enero de 1733 se presentan los primeros estatutos de la Universidad; sin embargo, no es hasta agosto de 1735 que entran en vigor. En ellos se establecía que el gobierno de la Universidad debía estar constituido por un rector, un vicerrector, cuatro conciliarios, un maestro de ceremonias y un secretario; cada año el Claustro Mayor realizaría las elecciones para estos cargos. En esta primera etapa se destaca un importante catedrático: Tomás Romay, autor de trascendentales investigaciones en el campo de la medicina y la biología.
Tras un proceso de reformas, la Universidad de San Gerónimo de La Habana pasa a ser una institución laica en 1842, y en 1850 cambia su nombre por Real y Literaria Universidad de La Habana. En esta segunda etapa se profundiza el desarrollo científico en la Universidad. Con tal objetivo se funda el museo de historia natural y el jardín botánico nacional pasa a ser regido por la institución. Para ese entonces la enseñanza contaba con las facultades de Jurisprudencia, Medicina, Cirugía y Farmacia.
La universidad fue inicialmente establecida en el convento de San Juan de Letrán hoy desaparecido y ubicado en el casco histórico colonial de la ciudad (en lo que ahora se conoce como La Habana Vieja).
Bajo las ideas del plan Varona, en este período se llevan a la universidad las más modernas ideas docentes de la época. Sin embargo, las condiciones estructurales del edificio de San Juan de Letrán no eran las mejores: se tornaba incómodo e inadecuado. El 1 de mayo de 1902 comienza el traslado de la Universidad a la Colina de Aróstegui, ubicada en el Vedado, cerca de la Quinta de los Molinos; hoy en día se le conoce como la «colina universitaria» o también como la «Loma de la Pirotecnia» (había un polvorín y fábrica de armas en la época colonial). En esta época comienza también una importante etapa de su historia; acontecimientos como la fundación de la Federación Estudiantil Universitaria, el pronunciamiento de los discursos de José Antonio Echeverría, el descenso por su amplia y ancha escalinata de la Generación del Centenario en su histórica marcha de las antorchas y la valentía demostrada por sus estudiantes, son algunos de los sucesos que pueden mencionarse.

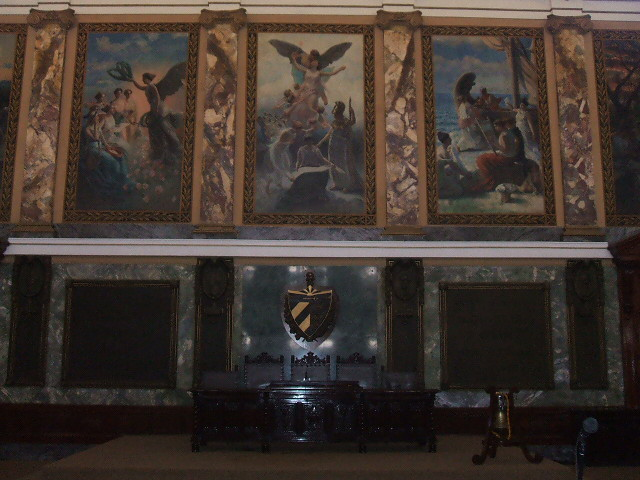
Aula Magna de la Universidad de La Habana.

Los interiores del Aula Magna de la Universidad de La Habana en donde reposan los restos del pensador cubano Félix Varela, fueron decorados por el artista cubano Armando Menocal, estos representan o hacen alegoría a las principales facultades que existían en la época, la Medicina, la Ciencia, el Arte, el Pensamiento, las Artes liberales, la Literatura, y el Derecho. 
En la entrada principal de la universidad se alza con su arquitectura neoclásica el rectorado, inspirado en el Partenón griego, y justo entre el rectorado y la gran escalinata de 88 escalones (construida en 1928) se alza una estatua en bronce, la alma mater, símbolo de la universidad y que con los brazos abiertos da la bienvenida a los estudiantes, la escultura fue creada en 1919 por el artista checoslovaco Mario Korbel, la modelo para el rostro, cabeza, y cuello fue la joven cubana Feliciana Villalón y Wilson que entonces contaba con dieciséis años, hija de José Ramón Villalón y Sánchez, un profesor de matemática analítica, y para el cuerpo el artista tomo como modelo una mujer criolla mestiza de más edad. 
En varias ocasiones durante el siglo XX esta Universidad fue obligada a cerrar temporalmente sus puertas o les fueron impuestas importantes limitaciones en las matrículas de algunas de sus facultades, destacando el cierre de la Facultad de Derecho y de Economía durante años. Estas medidas fueron tomadas, porque su cuerpo docente y estudiantado tenían una larga tradición de activismo político. La UH fue cerrada en diciembre de 1930 por el presidente Gerardo Machado para aplacar las protestas estudiantiles contra su gobierno, y reabrió en 1934. Fue otra vez cerrada el 26 de noviembre de 1956 hasta el 11 de mayo de 1959, por decisión del Consejo Universitario por las tensiones políticas y la represión del gobierno de Fulgencio Batista.
Fue una de las primeras universidades latinoamericanas en adoptar la autonomía universitaria, otorgada el 6 de octubre de 1933 por un decreto del presidente Ramón Grau San Martín, fue suspendida en 1934 por el presidente Carlos Mendieta, restablecida en 1937 por el presidente Federico Laredo Brú, y consagrada en la Constitución cubana de 1940. La autonomía universitaria fue abolida por una ley del gobierno de Fidel Castro el 10 de enero de 1962, y por la implantación del credo de que "la Universidad es para los revolucionarios".
La Universidad de La Habana, cuenta con un importante estadio en donde se celebran los juegos deportivos universitarios con más tradición en el continente, los "Juegos Caribes" de los que han surgido destacados deportistas conocidos por sus resultados internacionales. Atendiendo a esa tradición deportiva, en los planes de estudios de todas las Facultades la asignatura de Educación Física es obligatoria durante al menos dos años. 
La biblioteca principal Rubén Martínez Villena fue establecida más tarde en 1936. Por la Ley de 11 de agosto de 1919, sancionada por el presidente de la República Mario García Menocal (1913-1921), la Universidad de La Habana quedó autorizada para otorgar grados académicos honoríficos denominados por tradición doctor honoris causa. Tal potestad quedó recogida asimismo en los Estatutos Universitarios de 1942 y posteriormente en la Ley de Reforma Universitaria, de 1960.

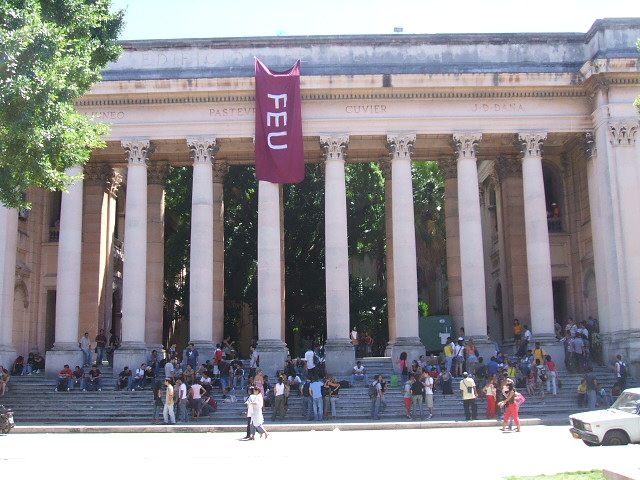
Facultad de Matemáticas y Ciencias de la Computación.

La Ley del Sistema de Condecoraciones y Títulos Honoríficos (Ley número 17, de 28 de junio de 1978) derogó tácitamente toda la legislación honorífica universitaria, pero su fuerza es tal que aún hoy, con poco rigor normativo, se continúan otorgando los títulos doctor honoris causa, así como casi todas las instituciones universitarias del país, aún sin estar autorizadas a ello, conforme el principio de legalidad de la actividad administrativa.
La Universidad de La Habana, además de ocupar un sitial de honor en la historia por su aporte a la lucha patriótica, ha sido el centro de grandes educadores cubanos como Enrique José Varona, Luis de Soto, Vicentina Antuña, Mirta Aguirre, Hortensia Pichardo y un grupo de pedagogos cubanos que a lo largo de los 280 años de vida de la Universidad han ofrecido sus conocimientos para beneficio de las nuevas generaciones. 
Asimismo fueron fruto de sus aulas figuras destacadas de la política y el arte de la talla de Fidel Castro. Cuenta actualmente con 17 Facultades (Facultad de Biología, Facultad de Artes y Letras, Facultad de Farmacia y Alimentos, Facultad de Educación a Distancia, Facultad de Derecho, Facultad de Psicología, Facultad de Filosofía, Historia y Sociología, Facultad de Comunicación, Facultad de Economía, Facultad de Contabilidad y Finanzas, Facultad de Geografía, Facultad de Matemática-Computación, Facultad de Química, Facultad de Física, Facultad de Estudios Turísticos y el Colegio de San Gerónimo que se encarga de formar los especialistas en restauración, museología y otras materias artísticas; aparte de 15 filiales municipales en las que se imparten las carreras de Psicología, Derecho, Contabilidad y Finanzas, Sociología, Estudios Socioculturales y Comunicación Social.) Actualmente tiene una matrícula de 60 000 estudiantes y se estudian en ella 32 carreras (de cinco años cada una, a excepción de Lenguas Extranjeras que son seis).

## Después de 1959
El 11 de mayo de 1959 la universidad reanuda sus actividades después de haberse suspendido el 26 de noviembre de 1956. A propósito del cierre del Diario de la Marina, el 13 de mayo de 1960, en la Universidad de La Habana se escenificó el entierro simbólico del llamado "decano de la prensa cubana". La acción movilizó el rechazo del conocido periodista Humberto Medrano (1916-2012), que publicó en Prensa Libre el texto Los enterradores Archivado el 27 de mayo de 2015 en Wayback Machine., devenido uno de los últimos tributos públicos a la libertad de prensa en Cuba.
Juan Marinello Vidaurreta, viejo intelectual comunista, era el rector de la Universidad de La Habana cuando en 1962 se promulga la reforma universitaria. El ministro de Educación era Armando Hart, quien tuvo también un papel relevante en aquella reforma. Todavía entonces no se procedería a la centralización del trabajo docente universitario que sería consagrado hasta el presente con la creación, en 1976, del Ministerio de Educación Superior. Desde entonces la labor universitaria en Cuba, y dentro de ella la de la Universidad de La Habana, quedaría subordinada a una institución ajena que tuvo como ministro al comandante de brigada Fernando Vecino Alegret por más de tres décadas.
Entre 1966 y 1972, José Millar Barruecos, apodado "Chomi" y mano derecha de Fidel Castro, fue el rector de este centro docente. Por esos años, Fidel acostumbraba a visitar la Universidad, intimidad que disminuiría hasta desaparecer completamente.
A Millar Barruecos como rector le siguió, brevemente, Oscar García, quien es sustituido por Hermes Herrera. En el también breve periodo de Hermes Herrera fue entregado, el 18 de junio de 1975, el título de Doctor honoris causa en Ciencias Históricas a Eric Williams, primer ministro de Trinidad y Tobago. A Hermes Herrera le siguió como rector de la Universidad de La Habana José Eustaquio Remedios, quien llegaba desde el rectorado de la Universidad Central de Las Villas.
La ausencia de estudios documentados sobre este periodo hace difícil establecer elementos tan simples como la extensión del cargo de los rectores, y los eventos más significativos ocurridos bajo su mandato. Sirva como ejemplo que en el sitio web de la Universidad de La Habana, en el espacio dedicado a su historia, el periodo posterior a 1959 carece en absoluto de nombres y se entretiene en generalizaciones que ayudan poco al interesado.
La llegada al rectorado de Fernando Rojas Ávalos marca el comienzo de una etapa fructífera para la universidad que se extenderá hasta la salida, en 1994, de Armando Pérez Perdomo, quien sustituye a Rojas al frente de la casa de estudios. Armando Pérez tenía, al asumir su cargo, una amplia experiencia docente y era, como pocos rectores antes y después de él, un hombre de la Universidad de La Habana.
A Armando Pérez le sigue Juan Vela Váldez, que llegaba de la rectoría del Instituto de Ciencias Médicas de La Habana. Hombre cercano al gobierno de entonces, que se desempeñaría como rector por cerca de doce años, hasta que en 2006 fue ascendido a Ministro de Educación Superior, puesto en que se desempeñaría por muy poco tiempo.
Juan Vela supone una nueva etapa de institucionalización de la Universidad de La Habana, que ha tenido, después de él, otros tres rectores. Por un corto periodo de tiempo Rubén Zardoya, salido de la misma institución, y Gustavo Cobreiro por varios años. En noviembre de 2018, le sucedió Miriam Nicado, la primera mujer al frente de esta casa de altos estudios y también la primera afrodescendiente. Su carrera académica no fue hecha en la Universidad de La Habana sino en la Universidad de Las Villas y, posteriormente, la Universidad de las Ciencias Informáticas (UCI).
Asimismo, a lo largo de toda su historia la universidad ha recibido múltiples premios por su labor de investigación. En febrero de 2022, gracias a sus aportaciones en la lucha contra la COVID-19, recibió el premio Ciencia e Innovación por parte de la Unión de Universidades de América Latina, durante la celebración del Congreso Internacional de Educación Superior.

## Cursos
La Universidad de La Habana consta de 21 facultades y 18 centros de investigación en diferentes campos como economía, ciencias naturales, ciencias sociales y humanidades. Actualmente, la Universidad de La Habana posee una matrícula de 60 mil estudiantes distribuidos en 32 carreras.

## Facultades
- Instituto Superior de Tecnologías y Ciencias Aplicadas
- Facultad de Derecho
- Facultad de Economía
- Facultad de Contabilidad y Finanzas
- Facultad de Geografía
- Facultad de Matemática y Computación
- Facultad de Filosofía, Historia y Sociología
- Facultad de Psicología
- Facultad de Biología
- Facultad de Artes y Letras
- Facultad de Lenguas Extranjeras
- Facultad de Física
- Facultad de Química
- Facultad de Comunicación
- Facultad de Turismo
- Instituto de Farmacia y Alimentos
- Facultad de Restauración y Conservación (Colegio San Gerónimo de La Habana)
- Facultad de Educación a Distancia
- Facultad de Español para No Hispanohablantes

## Lugares

### El parque de los cabezones
Entrañable escondrijo de estudiantes conspiradores y de parejas amorosas en busca de soledad, este parque de los cabezones de la Universidad de La Habana todavía pasa inadvertida para muchos en su ubicación al fondo del neoclásico edificio de la Facultad de Matemática y Computación.
Su nombre oficial es Jardín de la Fama, pero todos le llaman por su burlón apelativo, que es muy antiguo en la colina. A quienes le popularizaron no les faltó razón, vistas allí las grandes figuras escultóricas esculpidas por el francés Philippe Garbeille a principios del siglo XX, de las personalidades históricas cuyas efigies dicen representar: José de la Luz y Caballero, Antonio Bachiller y Morales y el presbítero Félix Varela, tres cubanos ilustres de los siglos XVIII y XIX.
Valores patrióticos y culturales aparte, las tres obras incitan a la chanza criolla no solo por sus evidentemente desproporcionadas testas –de ahí lo de “cabezones”, sino por algo más singular todavía: sus rostros guardan entre sí una asombrosa semejanza, cual si se hubiera representado escultóricamente a una sola persona con tres indumentarias diferentes.

### Monumentos
Estatua de Alma mater, al final de la escalinata de entrada principal. 

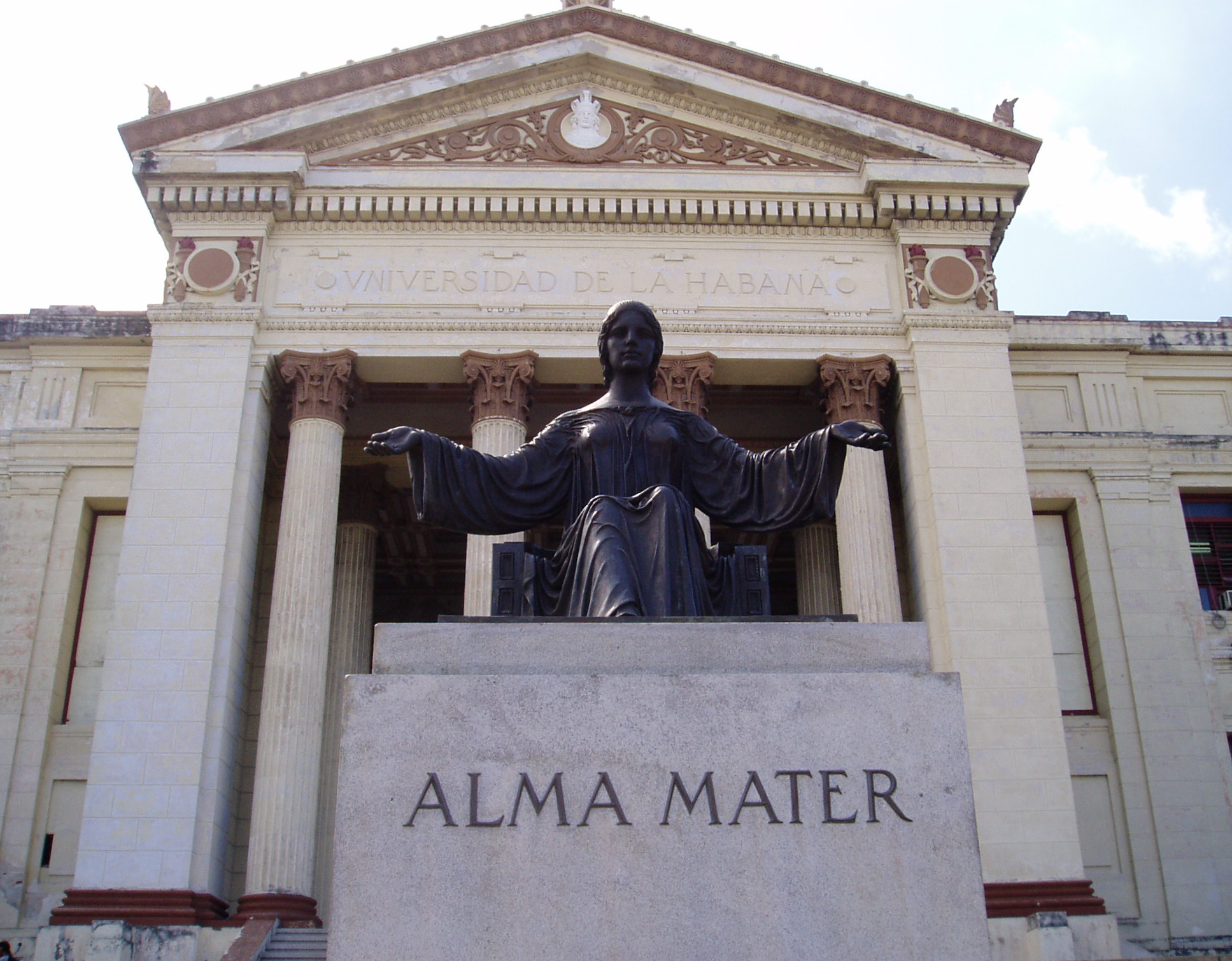
Escultura alma mater